# Elmar Məmmədyarov

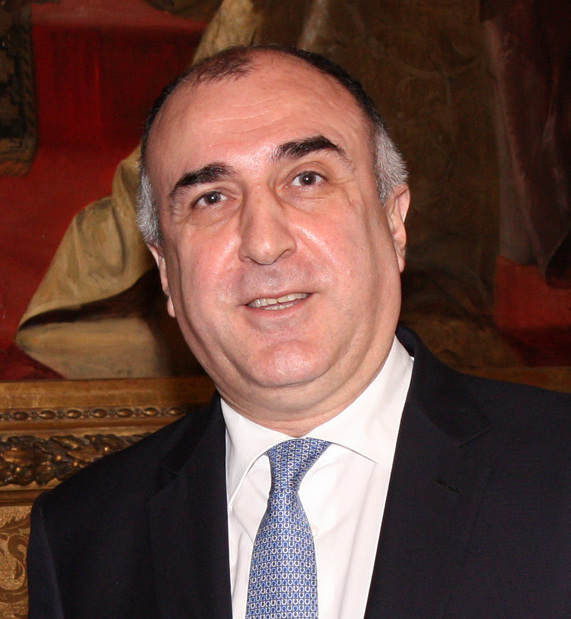
Elmar Məmmədyarov (2013)

Elmar Məhərrəm oğlu Məmmədyarov (* 2. Juli 1960 in Baku) ist ein aserbaidschanischer Diplomat und Politiker.
Elmar Məmmədyarov studierte von 1977 bis 1982 Internationale Beziehungen und Internationales Recht an der Universität Kiew sowie von 1988 bis 1991 an der Diplomatischen Akademie des Außenministeriums der UdSSR.
Von 1982 bis 1988 arbeitete er im Außenministerium der UdSSR und nach dem Zerfall der Sowjetunion zunächst in der Protokollabteilung des aserbaidschanischen Außenministeriums. Von 1992 bis 1995 arbeitete er in der Vertretung Aserbaidschans bei den Vereinten Nationen in New York. Danach kehrte er in seine Heimat zurück und ging 1998 als Botschaftsrat an die aserbaidschanische Vertretung in Washington. 2003 wurde er Botschafter in Italien. Dieses Amt hatte er bis zu seiner Ernennung zum Außenminister am 2. April 2004 inne. Das Amt des Außenministers hatte er bis zum 16. Juli 2020 inne. 
Məmmədyarov ist verheiratet und hat zwei Söhne. Neben aserbaidschanisch spricht er auch englisch, russisch und türkisch.